# Ophelia
För andra betydelser, se Ophelia (olika betydelser).
Ophelia är en av Uranus månar. Den upptäcktes 1986 vid passagen av den amerikanska rymdsonden Voyager 2, och fick den tillfälliga beteckningen S/1986 U 8. Den är också betecknad Uranus VII.
Ophelia är uppkallad efter Polonius dotter i William Shakespeares pjäs Hamlet.
Man vet knappt någonting annat om Ophelia än om dess omloppsbana, dess radie på 23 km och den geometriska albedon på 0,08. På bilder tagna av Voyager 2, så ser Cordelia ut att vara avlång till formen, den längre axeln pekar mot Uranus. Axelvärderna av Cordelias form är 0,7 ± 0,3.
Cordelia agerar som en inre herdemåne till Uranus Epsilonring.